# Zastava Yugo
Zastava Yugo (sârbă chirlic: Застава Југo), ( sârbă latin: Zastava Jugo) a fost o mașină supermini hatchback produsă de către "Uzinele Auto Steagul Roșu" din Crăguiova (sârbă: Крагујевац), pe atunci în RSF Iugoslavia, astăzi în Serbia.
Inițial proiectată după design-ul mașinii FIAT 127 din Italia, cu mici modificări, în anii 1980 a fost modificată din ce în ce mai mult, fiind produsă până în anul 2008, când Zastava a încetat să mai producă mașini, devenind o companie deținută de FIAT.
A fost vândută și în afara RSF Iugoslave, în țări precum Germania, Grecia, Italia (produsă de Innocenti), Olanda, Belgia, Danemarca, Finlanda, România, Regatul Unit, Canada și SUA (1985-1992). În fosta Iugoslavie, mai ales în Serbia, aceste mașini au ajuns legendare, atingând un satut de "mașină a poporului", deoarece erau ieftine, ușor de întreținut (deoarece oamenii în Iugoslavia preferau să își repare mașinile "la ei acasă" și nu la service-uri auto) și simple. Aceste mașini sunt o privelișe des-întâlnită pe străzile din fosta Iugoslavie, cu excepția Bosniei care a preferat mașinile Volkswagen asamblate la Sarajevo. În multe țări occidentale însă, mașina a fost dur criticată deoarece a fost considerată o "rablă", devenind subiectul unei largi batjocuri împotriva acestei mașini. Chiar dacă a fost considerată cea mai ieftină mașină vândută vreodată în Statele Unite, a fost criticată din cauza designului urât, calității slabe și a defecțiunilor tehnice. De aici a originat și o glumă, care se traduce direct prin "Te duci (cu Yugo-ul) nicăieri (în engleză: "Yugo Nowhere", de la "You Go Nowhere").